# بانکو بی‌پی‌ام
بانکو بی‌پی‌ام (انگلیسی: Banco BPM) شرکت خدمات مالی و بانکداری ایتالیایی است، که در ژانویه سال ۲۰۱۷ از ادغام دو بانک بانکو پوپولاره و بانکا پوپولاره دی میلانو تأسیس شد.
این بانک جزئی از شاخص فوتسی ام‌آی‌بی است که در فهرست فوربز جهانی ۲۰۰۰ در سال ۲۰۱۸ در رتبه ۸۳۱م قرار گرفته‌است.